# Anochetus avius
Anochetus avius is een mierensoort uit de onderfamilie van de Ponerinae. De wetenschappelijke naam van de soort is voor het eerst geldig gepubliceerd in 2012 door Shattuck & Slipinska.